# 川村早織梨
川村 早織梨（かわむら さおり、1974年4月9日 - ）は、日本の女優。

## 略歴・人物
身長164cm。B：83、W：56、H：84、S：24.0cm。
趣味は絵を描くこと　着物着付け上級師範免許取得　特技はリフレクソロジー。ヒラタオフィス所属。
配偶者はキックザカンクルーのMCU
2011年、第1子誕生

## 出演

### 映画
•亡霊の棲む家　犬木加奈子　恐怖world   監督:熊澤尚人　(2000年)  主演
•ウォンテッドブラザースvs女陰陽師』  監督：東海林毅　（2010年) 　女陰陽師(アイドル)役
- 稲川淳二の餌食II -女の戦い-（2000年、ケイエスエスVシネマ） 監督:山川直人
- ある日ぼくたちは電車の中で出会う [1]（2001年）監督:山川直人
- 記憶の庭　監督:遠藤一平（2004年）由美香の母 役
- 2番目の彼女[2] 監督:大森美香（2004年）カズコ 役
- 僕と彼女の××× 監督:浜本正機（2005年）
- 刺客の女　 監督：古田亘（2005年） なみ 役
- 海でのはなし。 監督:大宮エリー（2006年）- 博士(西島秀俊)の同僚 役
- 梨の花は春の雪[3] 監督:土屋哲彦（2007年 市民シネマ）主演・門脇響子 役
- ハプニングバー幸』由美子役　監督：高岡ヒロオ（2007年） 　（第31回アジアン・アメリカン・インターナショナル映画祭入選）
- KAMACHOP カマチョップ　監督: 松本庵路 （2008年）

•短編映画『miles away』柏木紗英役　監督：松本沙季　（2016年） 
TV番組
・外で遊ぼう我ら釣り仲間　テレビ東京　(1996年〜1998年
・土曜スペシャル　那須高原

### ドラマ
- 恋、した。Vol.5初めてのジャックローズ 久保田明子役（1997年、テレビ東京）
- テツワン探偵ロボタック（1998年、テレビ朝日）お天気お姉さん 役
- 私を旅館に連れてって 第1、5話（2001年、フジテレビ）
- 氷点2001（2001年、テレビ朝日）さおり 役
- 怪談新耳袋 舞ちゃんの声（2005年、BS-i）主人公 藤田の妻 麗子 役
- NTV『不幸の法則』（2005年）
- ラスト・フレンズ小倉栄子役（2008年、フジテレビ）
- 特上カバチ!!（2010年1月-3月、TBS）女郎蜘蛛ママ役
- TTFCオリジナルスピンオフ[冥黒の黙示録 ラケシス]（2025年4月6日〜配信中　  リサの母 役
- EX ナンバーワン戦隊　ゴジュウジャー    2025年2月〜　遠野美幸役(吠の母)

### CM
- 芸仙ゆかた
- 第一勧業銀行
- きものやまと
- 日本コンタクトレンズ
- ノースウエスト航空
- JR東日本 TYO
- ホンダ プリモ店
- 大阪ガス 浴室暖房乾燥機カワック（1996年）
- ネスレ日本 キットカット（1996年 - 1997年）
- カネボウ フェアレックス　パワーオブクリア（1997年）
- ユニ・チャーム ソフィサラ（1997年）
- キリンビバレッジ 午後の紅茶（1998年）
- 中外製薬 バルサン（2001年）
- アサヒビール 企業（2001年）
- P'sチャンネル（2004年）
- PSP -どこでもいっしょ- レッツ学校!（2006年）
- タイガーバーム
- プリントごっこ
- 興和 新コルゲンコーワ
- ブリタ浄水器（2007年）
- 中村屋
- 中部電力 コミュファ光
- オージオ化粧品　ビタナリッシュクリーム
- みずほ銀行
- 三菱地所レジデンス
- ブルーレット
- エバラ  おいしいキムチ
- ダノンビオ
- アンパンマンアパレル
- 東京ディズニーランド(大人ディズニー篇)
- オージオ　（2007年〜2021年）
- ライオン『ソフラン』　（2013年～2015年）
- メットライフ生命『Flexi』　（2014年～2015年）
- ACジャパン『交通遺児育英会』　（2017年～2018年）
- 花王『sonae ウィルバリア「受験」篇』　（2019年〜2020年）
- エモテント『ジンジャーシロップ』　（2016年〜2021年）
- 眞露『チャミスル』　（2022年〜2023年）
- HIROTSUバイオサイエンスN-NOSE「線虫の能力」篇 (2024年6月〜)

### 雑誌
- クラシック着物
- 美的
- DIME
- ビジオモノ
- candoぴあ
- ゴスロリバイブル
- Frau
- Ray（主婦の友社）

### 舞台
- アネマ・エ・コーレ（1998年）ヒロイン：イル・バラキ 役
- 鏡（2000年）カノウセイコ 役　東京グローブ座公演　　山崎哲演出
- 戻らない砂時計（2003年）南貴子 役
- Soulmate（2006年）主演：ミナモトアイ 役、原案：川村早織梨　萬劇場公演　IKKAN演出
- 天才ホテル「失明する世界」（2006年）吉祥寺シアター　　 佐藤智恵演出
- バレンタイン☆キッス[4](2007年)  新宿こま劇場公演　西田シャトナー演出
- 本能寺オテロ（2008年）ヒロイン：濃姫 役　築地本願寺ブティストホール公演　 演出 山口喬司
- 朗読劇　時空警察ヴァージナル　〜真夏の雪のシンデレラ〜　　山根亜美、カロン役(2023年)
- 朗読劇　時空警察ヴァージナル　〜戦国異聞伝〜　　時空刑事　美希・マトリョーナ・イグナーシェフ役 (2023年)
- 朗読劇　時空警察ヴァージナル　〜異説・坂本龍馬伝〜　　時空刑事　美希・マトリョーナ・イグナーシェフ、千葉佐那役  (2023年)
- 朗読劇　時空警察ヴァージナル　〜アナザーエッジ〜　　紫式部役  (2024年)
- 朗読劇　晴天に雨〜あのコと私。〜　吉川宏美役  (2024年)
- 朗読劇　茜さす刻の彼方　〜われても末に逢はむとぞ思ふ〜　　是枝柚葉、サキ役  (2024年)

### PV
- DJ CELORY|DJ CELORY a.k.a. Mr.BEATS｢愛だらけ feat.MUMMY-D,HAB I SCREAM,Keyco（2004年）
- YOSHII LOVINSON｢at the BLACK HOLE｣（2004年）